# Karl August von Reisach (Publizist)
Karl August Graf von Reisach (* 15. Oktober 1774 in Neuburg an der Donau; † 29. November 1846 in Koblenz) war ein Archivar, Publizist und Verwaltungsbeamter des Fürstentums Pfalz-Neuburg, des Königreichs Bayern und des Königreichs Preußen. Er war ein Onkel des gleichnamigen Kardinals Karl August von Reisach (1800–1869).

## Familie
Karl August von Reisach stammt aus einer angesehenen Pfalz-Neuburger Beamtenfamilie. Sein Vater war Franz Christoph von Reisach-Steinberg, der 1790 in den Reichsgrafenstand erhoben wurde. Seine Mutter war Helena von Hacke. Karl August von Reisach heiratete 1797 Maria Anna Freiin von Isselbach zu Bertoldsheim, verwitwete Gräfin von Bentzel-Sternau. Aus dieser Ehe, die 1810 geschieden wurde, ging mit der 1798 geborenen Tochter Marie Helene († 1855) nur ein Kind hervor.

## Leben

### Ausbildung, Staatsdienst in Bayern
Wie seine Vorfahren für die Beamtenlaufbahn vorgesehen, besuchte Karl August von Reisach das Gymnasium in Neuburg, ging dann als Edelknabe an den Hof des Eichstätter Fürstbischofs und absolvierte anschließend ein juristisches Studium an der Universität Ingolstadt, das er glänzend abschloss. Er erhielt bereits 1795 in Neuburg die Stellung eines Regierungsrats und durfte das Amt seines Vaters als Oberjagdkommissär übernehmen. Erfolgreich bemühte er sich um Aufnahme in den Orden der Johanniter- oder Malteser-Ritter. Es folgte eine steile Karriere im Staatsdienst: 1797 übernahm er das Pfleger- und Landrichteramt in Hilpoltstein und Heideck, 1803/04 wurde er zum Direktor und dann zum Vizepräsidenten der Landesdirektion in Neuburg befördert und zum Verordneten der Pfalz-Neuburger Landschaft ernannt. Er unternahm zahlreiche Projekte in diesen Jahren, unter anderem gab er das „Neuburger Taschenbuch“ heraus, forcierte die Anlage eines Englischen Gartens in Neuburg und schuf sich einen Landsitz bei Ried, den er „Reisachsruhe“ nannte (heute Arco-Schlösschen). 1808 wurde er als Mitglied in die Bayerische Akademie der Wissenschaften aufgenommen.
Im gleichen Jahr stieg Reisach zum Generalkommissar des Lechkreises mit Sitz in Augsburg auf. 1809 wurde er als Generalkommissar des Illerkreises nach Kempten versetzt. Auf Teile dieses Kreises griff der Tiroler Aufstand über. Man warf dem neuen Generalkommissar vor, nicht hart genug dagegen vorzugehen. Da Reisach Spitzel einsetzte und geheime Korrespondenzen pflegte, geriet er sogar in Verdacht, an Plänen der Aufständischen beteiligt gewesen zu sein.

### Die Affäre Reisach
Bereits in Hilpoltstein und Neuburg hatte Reisach über seine Verhältnisse gelebt und Schulden angehäuft. Nach dem Umzug nach Augsburg geriet Reisach verstärkt in finanzielle Schwierigkeiten, denen er dadurch zu entkommen versuchte, dass er Gelder aus öffentlichen Kassen an sich brachte. Erst allmählich wurde aufgedeckt, dass Reisach nicht nur Abrechnungen unkorrekt vorgenommen, sondern große Summen veruntreut hatte. Er ergriff daher 1813 die Flucht über die bayerische Landesgrenze nach Preußen, wo er in Dienst genommen wurde. In Bayern machte man ihm in Abwesenheit den Prozess. Gleichzeitig entwickelte sich eine publizistisch geführte Auseinandersetzung („Affäre Reisach“), in der Reisach die frankreich-freundliche Politik König Maximilians I. Joseph und seines Ministers Montgelas scharf kritisierte und leidenschaftlich für die nationale Idee eintrat. In der aufgeheizten Stimmung der Befreiungskriege gegen Frankreich unterstützten national gesinnte Autoren Reisach. Auf der anderen Seite verteidigten verschiedene Publizisten anonym die bayerische Politik und zeichneten ein vernichtendes Bild von Leben und Wirken Karl August von Reisachs. Der Mammut-Prozess gegen Reisach endete 1818 in seiner Abwesenheit mit einer Verurteilung zu zwölfjähriger Festungshaft. Da Reisach nicht wieder nach Bayern zurückkehrte und Preußen seine Auslieferung verhinderte, blieb ihm die Haft erspart. In den Koalitionskriegen gegen Napoleon war er vom Reichsfreiherrn vom Stein noch in Sachsen als Administrator und in den beiden Lausitzen als Generalkommissar eingesetzt worden. 1819 erhielt er eine Stelle als Archivar, zunächst in Münster und dann in Koblenz, wo er 1829 zum Archivrat ernannt wurde.

### Archiv- und Geheimdiensttätigkeit in Koblenz
Schon beim Amtsantritt kam es zum Eklat, als ihn im September 1829 bei einem Empfang des Generals Ludwig von Borstell der über seine Anwesenheit völlig verdutzte Freiherr von Stein öffentlich als „ehrlos“ bezeichnete und mit dem Verlassen des Raums bei weiterer Anwesenheit des Grafen Reisach drohte; als Stein auch noch seine bayerischen Unterschlagungen und Verurteilung aufdeckte, verließ dieser den Raum und reichte eine Beschwerde in Berlin ein.
Reisachs Haupttätigkeit in Koblenz bestand vor allem in Spion- und Spitzeldiensten im Rahmen der Demagogenverfolgung, wofür er ein Netzwerk mit dem Archiv als Zentrale aufbaute; seine ständige Geldnot, Korruption und Veruntreuungen sowie die geheimpolizeiliche Tätigkeit waren in Behörde und Öffentlichkeit kein Geheimnis, dennoch oder gerade deswegen erhielt er aus politischen Gründen stets Rückendeckung von den vorgesetzten Stellen in Berlin, vor allem von dem fürs Archivwesen zuständigen Rat Gustav Adolf von Tzschoppe, „der sich zu Preussens fuehrendem Demagogenverfolger“ entwickelte. Seine Tätigkeit für die Demagogenbehörde machte Reisach besonders bei den oppositionell eingestellten Katholiken der Rheinprovinz unbeliebt.
Für seine Vernachlässigung des Archivs gibt es eine „Schilderung, die in der Geschichte der preußischen Archivverwaltung ihresgleichen nicht haben dürfte“. Sie stammt von seinem Untergebenen und Nachfolger im Amt, dem Archivar Heinrich Bayer, der seit 1837 über die unhaltbaren Zustände in zahlreichen Eingaben an die vorgesetzten Behörden geklagt hatte.

### Entlassung und Tod
Reisach wurde schließlich unter Beibehaltung seiner Bezüge 1839 entlassen. Der damit verbundenen Bedingung, seinen Wohnsitz außerhalb der Rheinprovinz zu nehmen, kam er jedoch nicht nach und verstarb als Pensionist im Alter von 72 Jahren am 29. November 1846 in Koblenz.

## Publikationen
- Karl August von Reisach: Beiträge zur Kenntniß der neuen Einrichtungen in Baiern, der Ursachen des Widerstandes welchen manche finden und der Erwartungen, zu welchen sie berechtigen. Lechner, Nürnberg 1802 Digitalisat
- Begründer und Mitherausgeber des Neuburgischen Wochenblattes (ab 1803)
- Autor und Herausgeber des Neuburger Taschenbuchs für die Jahre 1807 und 1808
- [Anonym = Karl August von Reisach-Steinberg]: Baiern unter der Regierung des Ministers Montgelas. Gallerie teutscher National-Verräther. 1. Heft. Im Verlag der Kämpfer für Deutsche Freiheit, Teutschland [i. e. Landshut] 1813 Digitalisat
- [Karl August von Reisach-Steinberg]: Der Graf Karl August von Reisach-Steinberg an das Teutsche Volk. [ohne Ort] 1814 Digitalisat

### Schriften gegen Karl August von Reisach
- [Anonym]: Graf von Steinberg: Ein Character-Gemälde. [ohne Ort] 1814 Digitalisat
- [Anonym = Karl Heinrich von Lang]: Der Minister Graf von Montgelas unter der Regierung König Maximilians von Baiern. [ohne Ort] 1814 Digitalisat
- [Anonym = Johann Christoph von Aretin?]: Des Grafen Karl August v. Reisach auf Kirchdorf, Grafen zu Steinberg Herrn der Herrschaft Reisachsruhe Königlich baierischen Kämmerer Landschaftsverordneten Generalkommissärs des Illerkreises und Ritters des Johanniterordens Generalbeicht an das teutsche Volk. [Landshut] 1815 Digitalisat
- [Otto Baier = Pseudonym? = Johann Christoph von Aretin?]: Das baierische Volk an das teutsche Volk über den Ex-General-Commissär Grafen von Reisach: nebst Schreiben an die Herausgeber einiger öffentlicher Blätter, und umständlicher Beleuchtung der Verdienste, Leiden und Unschuld des Grafen. [ohne Ort] 1815 Digitalisat